# Art Farmer
Art Farmer, all'anagrafe Arthur Stewart Farmer (Council Bluffs, 21 agosto 1928 – New York, 4 ottobre 1999), è stato un trombettista statunitense.

## Biografia
Cresciuto a Phoenix nello stato dell'Arizona, assieme al fratello Addison (anch'egli ottimo jazzista con il basso) studia la musica e, prima di approdare nei veri e propri gruppi jazz, suona in una piccola banda e in orchestre da ballo. Dopo che con tutta la sua famiglia si fu spostato a Los Angeles, comincia a frequentare la scena jazzistica, suonando prima nella band di Horace Henderson e poi in quella di Johnny Otis.
Con questa band nel 1947 ha l'occasione di recarsi a New York, dove si esibisce assieme ad artisti come Clifford Brown e Lester Young. Nel 1948 è invece con il celebre jazzista di Kansas City Jay McShann e in seguito con Benny Carter, Gerald Wilson, Roy Porter e Dexter Gordon. La sua prima registrazione è del 1952 per un disco di Wardell Gray, per il quale scrive anche una canzone che rimarrà famosa: Farmer's Market.
Nel 1953 suona nella big band di Lionel Hampton, nella quale figurano anche Quincy Jones, Monk Montgomery e Gigi Gryce. Con quest'ultimo forma un quintetto che registrerà alcuni dischi; suona poi con Coleman Hawkins, Thelonious Monk, Charles Mingus, Art Blakey/Horace Silver's Jazz Messengers e dal 1958 nel Quartetto di Gerry Mulligan, prendendo il posto che fu di Chet Baker. Nel 1959 fonda con Benny Golson uno dei più famosi gruppi jazz: il Jazztet, che comprendeva nella sua formazione anche il trombonista Curtis Fuller e il pianista McCoy Tyner.

## L'Europa
Dopo aver compiuto una tournée in Europa nel 1966, comincia a collaborare con vari complessi europei e in particolar modo austriaci, essendosi stabilito a Vienna. In questo periodo si dedica anche alla musica classica, eseguendo in pubblico il Secondo Concerto Brandeburghese di Bach e alcuni dei concerti per tromba e orchestra di Joseph Haydn, oltre che innumerevoli altre composizioni.
Nel 1973 torna per poco tempo negli Stati Uniti per registrare On the Road, un album con un quintetto che avrà breve vita (formato da Art Pepper, Hampton Hawes, Ray Brown e Shelly Manne) e successivamente ritorna nella sua Vienna dove, avendo sposato una viennese, aveva anche famiglia. Ciononostante non si ferma la sua attività musicale internazionale che lo porta a collaborare con la Kenny Clarke/Francy Boland Big Band e con artisti di tutto il mondo, compresi gli americani che venivano in tournée nel Vecchio Continente.
Fra le sue collaborazioni illustri possiamo infine ricordare, oltre a Gerry Mulligan, Slide Hampton, Ron Carter, Jim Hall, Jerome Richardson, Wynton Marsalis, Geoff Keezer, Annie Ross e Lewis Nash.

## Stile
Il suo modo molto "bianco" di suonare il jazz lo porta ad essere uno degli esponenti-chiave del cool jazz di Mulligan (si ascolti l'album Night Lights del 1963 del Gerry Mulligan Sextet, con Bob Brookmeyer e Jim Hall). Per la sua fluidità di fraseggio e la sua straordinaria capacità inventiva però fu uno dei più degni successori di Clifford Brown all'interno di un gruppo come i Jazz Messengers di Art Blakey o al fianco del sassofonista Benny Golson, famoso per la sua sostanziale importanza in ambito hard bop.
Il suo suono molto particolare lo porterà nel corso della sua carriera a suonare anche un particolare strumento a fiato, chiamato Flumpet, combinazione di flicorno e tromba (trumpet in inglese), strumento disegnato appositamente per lui da David Monette.

## Discografia
- 1953/1954 - The Art Farmer Septet (Prestige Records, PRLP 7031) pubblicato nel 1956
- 1954 - Early Art (Prestige Records, PR 7665) pubblicato nel 1973
- 1954/1955 - When Farmer Met Gryce (Prestige Records, PRLP 7085) pubblicato nel 1957
- 1955 - Art Farmer Quintet Featuring Gigi Gryce (Prestige Records, PRLP 7017) pubblicato nel 1956, uscito anche con il titolo di Evening in Casablanca
- 1956 - Bennie Green with Art Farmer (Prestige Records, PRLP 7041)
- 1956 - Farmer's Market (New Jazz Records, NJLP 8203) pubblicato nel 1958
- 1956 - 2 Trumpets (Prestige Records, PRLP 7062) con Donald Byrd
- 1957 - Three Trumpets (Prestige Records, PRLP 7092) con Donald Byrd e Idrees Sulieman, uscito anche con il titolo Callin' the Blues
- 1957 - Last Night When We Were Young (ABC-Paramount, ABC 200)
- 1957 - In Their Own Sweet Way (Premier Records, PS 2002) con Eddie Costa, pubblicato nel 1962
- 1958 - Portrait of Art Farmer (Contemporary Records, C 3554)
- 1958 - Alabama Concerto (Riverside Records, RLP 1123) pubblicato nel 1959, con John Benson Brooks e Cannonball Adderley
- 1958 - Modern Art (United Artists Records, UAL 4007)
- 1959 - News from Blueport (Jazz Hour Records, JHR 73577) pubblicato nel 1996, con Gerry Mulligan
- 1959 - Brass Shout (United Artists Records, UAL 4047)
- 1959 - A Night in Rome, Vol. 1 (Fini Jazz Records, FJ 8801-1) pubblicato nel 1990, con Gerry Mulligan
- 1959 - A Night in Rome, Vol. 2 (Fini Jazz Records, FJ 8802-1) pubblicato nel 1990, con Gerry Mulligan
- 1959 - The Aztec Suite (United Artists Records, UAL 4062)
- 1960 - Meet the Jazztet (Argo Records, LP 664) con Benny Golson
- 1960 - Big City Sounds (Argo Records, LP 672) con Benny Golson e The Jazztet, pubblicato nel 1961
- 1960 - Art (Argo Records, LP 678) pubblicato nel 1961
- 1961 - The Jazztet and John Lewis (Argo Records, LP 684)
- 1961 - The Jazztet at Birdhouse (Argo Records, LP 688)
- 1961 - Perception (Argo Records, LP 738)
- 1962 - Here and Now (Mercury Records, MG 20698)
- 1962 - Another Git Together (Mercury Rec., MG 20737)
- 1962 - Listen to Art Farmer and the Orchestra (Mercury Records, MG 20766) pubblicato nel 1963
- 1963 - Interaction (Atlantic Records, LP 1412)
- 1963 - Live at the Half-Note (Atlantic Rec., LP 1421) pubblicato nel 1964
- 1964 - To Sweden with Love (Atlantic Records, LP 1430)
- 1964 - The Many Faces of Art Farmer (Scepter Records, LP 521)
- 1965 - Sing Me Softly of the Blues (Atlantic Records, LP 1442)
- 1965-1966 - Group Therapy (Scepter Records, LP 526) pubblicato nel 1966
- 1966 - The Time and the Place/The Lost Concert (Mosaic Records, MCD-1010) pubblicato nel 2007
- 1966 - Baroque Sketches (Columbia Records, CL 2588)
- 1967 - The Time and the Place (Columbia Records, CS 9449)
- 1967 - The Art Farmer Quintet Plays the Great Jazz Hits (Columbia Records, CL 2746)
- 1968 - What Happens?...Art Farmer-Phil Woods Together (Campi Records, SJG 12001) pubblicato 1977, con Phil Woods
- 1968 - Art Worker (Moon Records, MLP 014-1) pubblicato nel 1989
- 1970 - In Europe (Enja Records, ENJ 9113-2) pubblicato nel 1998
- 1970 - From Vienna with Art (MPS Records, 15282)
- 1971 - Homecoming (Mainstream Records, MRL 332)
- 1972 - Gentle Eyes (Mainstream Records, MRL 371)
- 1974 - A Sleeping Bee (Sonet Records, SNTF 715)
- 1974 - Talk to Me (Pye Records,NSPL 18465) pubblicato nel 1975
- 1975 - To Duke with Love (East Wind Records, EW-8012) pubblicato nel 1976
- 1975 - Yesterday's Thoughts (East Wind Records,EW-8025)
- 1976 - At Boomers (East Wind Records, EW-8042) Live
- 1976 - At Boomers, Volume 2 (Test of Time Records) Live, pubblicato nel 2008
- 1976 - On the Road (Contemporary Records, S 7636)
- 1977 - Crawl Space (CTI Records, CTI 7073)
- 1977 - Live in Tokyo (CTI Records, CTI 7089)
- 1977 - The Summer Knows (Inner City Records, IC 6004)
- 1977 - Something You Got (CTI Records, CTI 7080)
- 1977 - Autophysiopsychic (CTI Records, CTI 7082) con Yusef Lateef
- 1978 - Big Blues (CTI Records, 7083) con Jim Hall
- 1979 - Yama (CTI Records, 7087) con Joe Henderson
- 1979 - Something Tasty (Jazz Line Records PL 45368) pubblicato nel 1983 a nome Super Jazz Trio with Art Farmer
- 1980 - Isis (Soul Note Records, SN 1021) con Enrico Pieranunzi
- 1981 - Live in Genoa 1981 (Tramonti Records, TRM-137992) con Lee Konitz, pubblicato nel 2013
- 1981 - Foolish Memories (Bellaphon Records, 270 31 002)
- 1981 - A Work of Art (Concord Records, CJ-179) pubblicato nel 1982
- 1981 - Manhattan (Soul Note Records, SN 1026) pubblicato nel 1982
- 1982 - Voices All (Eastworld Records, EWJ 90016) con Benny Golson e i The Jazztet, pubblicato nel 1983
- 1982 - Mirage (Soul Note Records, SN 1046)
- 1982 - Warm Valley (Concord Records, CJ-212) pubblicato nel 1983
- 1983 - Maiden Voyage (Interface Records, YF-7073)
- 1983 - Moment to Moment (Soul Note Records, SN 1066) con Benny Golson e i The Jazztet
- 1983 - Ambrosia (Denon Records) pubblicato nel 1984
- 1983 - Nostalgia (Baystate Records, RJL 8089) a nome The New Jazztet, con Benny Golson, pubblicato nel 1984
- 1984 - In Concert (Enja Records, 4088) con Slide Hampton, pubblicato nel 1986
- 1984 - You Make Me Smile (Soul Note Records, SN 1085) pubblicato nel 1985
- 1986 - Back to the City (Contemporary Records, C 14020) pubblicato a nome Art Farmer/Benny Golson Jazztet Featuring Curtis Fuller
- 1986 - Real Time (Contemporary Records, C 14034) pubblicato a nome Art Farmer/Benny Golson Jazztet Featuring Curtis Fuller nel 1988
- 1987 - Something to Live For: The Music of Billy Strayhorn (Contemporary Records, C 14029)
- 1987 - Azure (Soul Note Records, SN 1126) con Fritz Pauer
- 1988 - Blame It on My Youth (Contemporary Records, C 14042)
- 1989 - Ph.D. (Contemporary Records, C 14055)
- 1989 - Central Avenue Reunion (Contemporary Records, C 14057) pubblicato nel 1990
- 1992 - On Line (Pavane Records, ADW 7268) con Guy Raiff e Charles Loos
- 1994 - The Company I Keep: Art Farmer Meets Tom Harrell (Arabesque Records, AJ0112)
- 1995 - The Meaning of Art (Arabesque Records, AJ0118)
- 1996 - Art in Wroclaw (Emarcy Records, 536 632)
- 1996 - Silk Road (Arabesque Records, AJ0130) pubblicato nel 1997
- 1996 - Live at Stanford Jazz Workshop (Monarch Records, MR-1013) pubblicato nel 1997
- 1998 - Live at Jazzland (Koch Records)
- 1998 - Art Farmer Plays Standards (PAO Records, PAO 10470)[1][2]